# Фосфолипаза Ц
Фосфолипаза Ц (ПЛЦ) је класа ензима повезаних са мембраном који цепа фосфолипиде непосредно пре фосфатне групе. Најчешће се сматра синонимом за људске облике овог ензима, који играју важну улогу у физиологији еукариотске ћелије, посебно путевима трансдукције сигнала. Улога фосфолипазе Ц у трансдукцији сигнала је њено цепање фосфатидилинозитол 4,5-бисфосфата (ПИП2) у диацил глицерол (ДАГ) и инозитол 1,4,5-трисфосфат (ИП3), који служе као други гласници. Активатори сваког ПЛЦ-а варирају, али обично укључују хетеротримерне подјединице Г протеина, протеинске тирозин киназе, мале Г протеине, Ца2+ и фосфолипиде.
Постоји тринаест врста фосфолипазе Ц сисара које су класификоване у шест изотипова (β, γ, δ, ε, ζ, η) према структури. Сваки ПЛЦ има јединствене и преклапајуће контроле над експресијом и субћелијском дистрибуцијом.

## Сисарске варијанте
Велики број функција које врши ПЛЦ реакција захтева да она буде строго регулисана и способна да одговори на вишеструке екстра- и интрацелуларне улазе са одговарајућом кинетиком. Ова потреба је водила еволуцију шест изотипова ПЛЦ-а код животиња, од којих сваки има посебан начин регулације. Пре-мРНА ПЛЦ-а такође може бити предмет диференцијалног спајања тако да сисар може имати до 30 ПЛЦ ензима.
- бета:
- гама:
- делта:
- епсилон:
- ета:
- зета:
- фосфолипази Ц-слични:

## Активација
ПЛЦ учествује у активацији сигналних путева Г протеин-спрегнутих рецептора који су спрегнути са Гαк подјединицом:
- 5-ХТ2 Серотонински рецептори
- α1 (Алфа-1) адренергички рецептори[3]
- Капа опиоидни рецептори[4]
- Калцитонин рецептори
- Х1 хистамински рецептор
- Метаботропни глутаматни рецептори, Група I
- М1, М3, и М5 мускарински рецептори

Други, мање заступљени активатори су:
- МАП киназа. Активатори овог пута су ПДГФ и ФГФ.[3]
- βγ-комплекси хетеротримерних Г-протеина.[5]